# Завод лінійного алкілбензену в Александрії (APRC)
Завод лінійного алкілбензену в Александрії (APRC) — виробничий майданчик на півночі Єгипту.
Завод, що почав роботу в 1987 році, належить до нафтопереробного комплексу компанії Amreya Petroleum Refining Company (APRC). Він виробляє лінійний алкілбензен (лінійний алкілбензол, LAB), що є основою для продукування алкілбензенсульфонату (широко використовується при продукуванні сучасних миючих засобів). В основі технології лежить дегідрогенізація лінійних алканів у лінійні олефіни з наступним алкілюванням олефінів бензеном. Необхідні для процесу алкани діапазону С10 — С13 отримують з гасу.
Первісно майданчик міг що річно продукувати 40 тисяч тонн лінійного алкілбензену. Наразі його потужність визначається на рівні 50 тисяч тонн LAB та, як супутній продукт, 3 тисячі тонн важкого алкілбензену (HAB, використовується у мастильних матеріалах та як специфічний теплоносій). В 2020/2021 фінансовому році фактичне виробництво LAB було навіть вище проектного та становило 54 тисячі тонн.
Можливо також відзначити, що з другої половини 2000-х неподалік діє інший завод лінійного алкілбензену, який належить компанії E-LAB.